# お茶と同情
『お茶と同情』（英: Tea and Sympathy）は、1956年に製作されたアメリカ映画。ヴィンセント・ミネリ監督。

## キャスト
| 役名         | 俳優                       | 日本語吹き替え | 日本語吹き替え |
| 役名         | 俳優                       | NET版          | 東京12ch版     |
| ------------ | -------------------------- | -------------- | -------------- |
| ローラ       | デボラ・カー               | 水城蘭子       | 北村昌子       |
| トム・リー   | ジョン・カー               | 荘司肇         | 津嘉山正種     |
| ビル         | リーフ・エリクソン         | 小林修         |                |
| ハーブ・リー | エドワード・アンドリュース |                |                |
| アル         | ダリル・ヒックマン         |                |                |
| エリー       | ノーマ・クレーン           |                |                |
| オーリー     | ディーン・ジョーンズ       |                |                |
| ラルフ       | トム・ローリン             |                |                |

- NET版：初回放送1969年9月27日『土曜映画劇場』
- 東京12ch版：初回放送1977年8月12日『想い出の名作洋画劇場』

## 日本での影響
1957年の日本公開によって映画内に登場した女性的な少年を意味するシスターボーイという造語が流行したとされる。またその反対の男性的な少女を意味するブラザーガールという語も使われるようになった。
また日本公開前の1956年秋頃より、シスターボーイと恋愛するオバ様族を「お茶と同情族」と呼ぶようになったとされる。